# 명정강
명정강(1940년 ~ 2018년 3월 23일)은 대한민국의 밴드 드러머 출신의 드라마 배우이다. 기타리스트 신중현의 부인이다.
1940년 부산 출신으로, 미8군 쇼무대에서 활동한 그룹 블루 리본에서 드러머로 활약했다. 1960년대 여성밴드 블루리본의 드러머로 미8군 쇼에서 활동했다. 이 밴드는 1962년 9인조로 결성됐으며 1명의 댄서를 더해 3년가량 활동했다.

## 관계
- 장남인 기타리스트 신대철은 시나위의 리더로, 차남인 기타리스트 신윤철은 서울전자음악단에서 활동했으며, 삼남인 드러머 신석철은 가요계 정상급 연주자다.